# Bunaxella zebedielensis
Bunaxella zebedielensis är en spindeldjursart som först beskrevs av Den Heyer 1981.  Bunaxella zebedielensis ingår i släktet Bunaxella och familjen Cunaxidae. Inga underarter finns listade.